# رام پوتینینی
رام پوتینینی (به انگلیسی: Ram Pothineni) (زاده ۱۵ می ۱۹۸۸) بازیگر هندی است.
از فیلم‌هایی که وی در آن نقش داشته است می‌توان به دوداسو، گانش، جشن پیروزی، سلامی محض رضای عشق، آماده، چون عشق است و ایسمارت شانکار اشاره کرد.